# Triphysa gartoki
Triphysa gartoki är en fjärilsart som beskrevs av Bang-haas 1929. Triphysa gartoki ingår i släktet Triphysa och familjen praktfjärilar. Inga underarter finns listade i Catalogue of Life.